# Can Vilà (Palafrugell)
Can Vilà és una masia del municipi de Palafrugell (Baix Empordà) amb una torre fortificada inclosa en l'Inventari del Patrimoni Arquitectònic de Catalunya.

## Descripció
La torre de Can Vilà està situada a la banda de ponent del veïnat de Santa Margarida, ja a la plana. L'element, lleugerament atalussat, es troba aïllat, té planta circular i es comunica amb la masia que té al costat a través d'un pont d'arc rebaixat situat a uns tres metres del sòl, a l'altura del primer pis. Damunt d'aquest pont, a la part alta de la torre, hi ha un matacà amb espitllera i teulada que recolza damunt tres mènsules. La torre, que conserva finestres rectangulars i espitlleres d'obertura quadrada a la part exterior, té merlets esglaonats a la banda de migdia -tres complets i dues meitats als extrems-, al centre de cada un dels quals hi ha una petita espitllera. El material amb què es va construir la torre és la pedra vermella característica de la zona, en carreus irregulars. Els marcs de les obertures i els elements defensius presenten en canvi carreus de pedra granítica molt ben escairats.

## Història
La torre de Can Vilà segurament va ser construïda en el mateix període que la masia de la qual forma part, a principis del segle xvii. D'aquella època daten nombroses torres de guaita i de defensa existents en el terme municipal de Palafrugell, construïdes entre els segles xvi i xvii, en el moment de màxima expansió de les incursions dels pirates turcs i algerians.
En l'actualitat l'element forma part del conjunt que ha estat habilitat com a segona residència amb el nou nom de Can Fiego.